# 厚保站
厚保站（日语：／ Atsu eki */?），是一個位於山口縣美禰市西厚保町本鄉字猪喰、屬於西日本旅客鐵道（JR西日本）美禰線的鐵路車站。是難讀站名。

## 車站結構
對向式月台2面2線，設有交會設備的地面車站。長門鐵道部管理的無人站。

### 月台配置
| 月台   | 路線    | 方向 | 目的地           |
| ------ | ------- | ---- | ---------------- |
| 站舍側 | ■美禰線 | 下行 | 美禰、長門市方向 |
| 對側   | ■美禰線 | 上行 | 厚狹方向         |

## 相鄰車站
西日本旅客鐵道
■美禰線
湯之峠－厚保－四郎原